# انتخابات ریاست‌جمهوری ونزوئلا (۲۰۱۳)
انتخابات زودهنگام ریاست‌جمهوری ونزوئلا در ۲۵ فروردین ۱۳۹۲ (۱۴ آوریل ۲۰۱۳ میلادی) برگزار شد. در این انتخابات نیکلاس مادورو معاون چاوز و رییس‌جمهور موقت پیروز شد.
هوگو چاوز رییس‌جمهور پیش که مهر ۱۳۹۱ (اکتبر ۲۰۱۲ میلادی) با رای مردم ونزوئلا به چهارباره ریاست‌جمهوری رسیده‌بود، در ۱۵ اسفند ۱۳۹۱ (۵ مارس ۲۰۱۳) بر اثر بیماری سرطان درگذشته‌بود.

## نتیجه

### اعتراض به نتیجه
انریکه کاپریلس رقیب شکست‌خوردهٔ مادورو که با اختلاف کمی رای نیاورده‌بود، نتایج را نپذیرفت. وی دستگاه انتخاباتی را متهم به تقلب کرد.
در پی اعتراض کاپریلس به نتایج خیابان‌های شهرهای ونزوئلا به آشوب کشیده شد. هزاران تن از مخالفان به خیابان‌ها آمدند این آشوب‌ها چند کشته بر جای گذاشت.
اعتراض‌ها همچنان تا مدتی ادامه داشت.

## واکنش‌ها
- ایران: محمود احمدی‌نژاد رییس‌جمهور ایران در پیامی ضمن ابراز خشنودی از پیروزی مادورو پیروزی را به او تبریک گفت.[۴]

## پی‌نوشت و منبع
1. ↑  «رقیب شکست‌خوردهٔ انتخابات ونزوئلا نتیجه شمارش آرا را نپذیرفت». خبرگزاری فارس. ۲۶ فروردین ۱۳۹۲. بایگانی‌شده از اصلی در ۱۸ آوریل ۲۰۱۳. دریافت‌شده در ۱۷ آوریل ۲۰۱۳.
2. ↑  «آشوب‌های انتخاباتی ونزوئلا 4 کشته برجای گذاشت». خبرگزاری فارس. ۲۷ فروردین ۱۳۹۲. بایگانی‌شده از اصلی در ۱۹ آوریل ۲۰۱۳. دریافت‌شده در ۱۷ آوریل ۲۰۱۳.
3. ↑  «یادداشت؛ تنش سیاسی در ونزوئلا پس از انتخابات ریاست جمهوری». خبرگزاری فارس. ۲۸ فروردین ۱۳۹۲. بایگانی‌شده از اصلی در ۲۱ آوریل ۲۰۱۳. دریافت‌شده در ۱۷ آوریل ۲۰۱۳.
4. ↑  «پیام تبریک دکتر احمدی نژاد به مناسبت انتخاب مادورو به ریاست جمهوری ونزوئلا؛ این پیروزی سترگ تایید مجددی بر رهبری موفق عدالت طلبان در ونزوئلا و سرتاسر جهان بود». پایگاه اطلاع‌رسانی ریاست‌جمهوری ایران. ۲۶ فروردین ۱۳۹۲. بایگانی‌شده از اصلی در ۱۸ آوریل ۲۰۱۳. دریافت‌شده در ۱۷ آوریل ۲۰۱۳.